# Austroaeschna christine
Austroaeschna christine – gatunek ważki z rodziny żagnicowatych (Aeshnidae).